# Elecciones municipales de Tacna de 1995
Las elecciones municipales de Tacna de 1995 se llevaron a cabo el 12 de noviembre de 1995 para elegir al alcalde y al Concejo Provincial de Tacna para el periodo 1996-1998. La elección se celebró simultáneamente con elecciones municipales en todo el país.

## Sistema electoral
La Municipalidad Provincial de Tacna es el órgano administrativo y de gobierno de la provincia de Tacna. Está compuesta por el alcalde y el Concejo Provincial.
La votación del alcalde y el concejo se realiza en base al sufragio universal, que comprende a todos los ciudadanos nacionales mayores de dieciocho años, empadronados y residentes en la provincia de Tacna y en pleno goce de sus derechos políticos, así como a los ciudadanos no nacionales residentes y empadronados en la provincia de Tacna.
El Concejo Provincial de Tacna está compuesto por 19 regidores elegidos por sufragio directo para un período de tres (3) años, en forma conjunta con la elección del alcalde (quien lo preside). La votación es por lista cerrada y bloqueada. Se asigna a la lista ganadora los escaños según el método d'Hondt o la mitad más uno, lo que más le favorezca. Es elegido como alcalde el candidato que ocupe el primer lugar de la lista que haya obtenido la más alta votación.

## Composición del Concejo Provincial de Tacna
La siguiente tabla muestra la composición del Concejo Provincial de Tacna antes de las elecciones.
| Partidos | Partidos                                                   | Regidores |
| -------- | ---------------------------------------------------------- | --------- |
|          | Alianza Nueva Mayoría - Cambio 90                          | 11        |
|          | Lista Independiente Movimiento Independiente Tacna 2000    | 4         |
|          | Lista Independiente Frente por la Democracia               | 3         |
|          | Lista Independiente Movimiento Independiente Tacna Heroica | 1         |

## Partidos y candidatos
A continuación se muestra una lista de los principales partidos y alianzas electorales que participaron en las elecciones:
| Candidatura | Candidatura | Partidos y alianzas                                                  | Candidatos | Candidatos                 | Ideología         | Resultado previo | Resultado previo | Ref. |
| Candidatura | Candidatura | Partidos y alianzas                                                  | Candidatos | Candidatos                 | Ideología         | Votos (%)        | Reg.             | Ref. |
| ----------- | ----------- | -------------------------------------------------------------------- | ---------- | -------------------------- | ----------------- | ---------------- | ---------------- | ---- |
|             | IND         | Lista - Lista Independiente N° 3 Movimiento Independiente Tacna 2000 |            | Sin información disponible | Localismo tacneño | Nuevo            | Nuevo            |      |
|             | IND         | Lista - Lista Independiente N° 5 Movimiento Político Somos Tacna     |            | Sin información disponible | Localismo tacneño | Nuevo            | Nuevo            |      |
|             | IND         | Lista - Lista Independiente N° 7 Fuerza y Desarrollo                 |            | Tito Chocano Olivera       | Localismo tacneño | Nuevo            | Nuevo            |      |

## Resultados

### Sumario general
|                        |                                                              |              |              |              |           |           |
| Partidos y coaliciones | Partidos y coaliciones                                       | Voto popular | Voto popular | Voto popular | Regidores | Regidores |
| Partidos y coaliciones | Partidos y coaliciones                                       | Votos        | %            | +/−          | Total     | +/−       |
|                        | Lista Independiente N° 7 Fuerza y Desarrollo                 | 34,303       | 46.29        | n/a          | 10        | +10       |
|                        | Lista Independiente N° 3 Movimiento Independiente Tacna 2000 | 30,585       | 41.27        | n/a          | 7         | +7        |
|                        | Lista Independiente N° 5 Movimiento Político Somos Tacna     | 9,221        | 12.44        | n/a          | 2         | +2        |
|                        |                                                              |              |              |              |           |           |
| Total                  | Total                                                        | 74,109       |              |              | 19        | ±0        |
|                        |                                                              |              |              |              |           |           |
| Votos válidos          | Votos válidos                                                | 74,109       | 84.10        | –15.90       |           |           |
| Votos en blanco        | Votos en blanco                                              | 5,200        | 5.90         | +5.90        |           |           |
| Votos nulos            | Votos nulos                                                  | 8,809        | 10.00        | +10.00       |           |           |
| Votos emitidos         | Votos emitidos                                               | 88,118       | 86.41        | +20.05       |           |           |
| Abstenciones           | Abstenciones                                                 | 13,864       | 13.59        | –20.05       |           |           |
| Votantes registrados   | Votantes registrados                                         | 101,982      |              |              |           |           |
|                        |                                                              |              |              |              |           |           |
| Fuente:                |                                                              |              |              |              |           |           |

### Concejo Provincial de Tacna
| Cargo                        | Autoridad electa                  | Partido político | Partido político                                             |
| ---------------------------- | --------------------------------- | ---------------- | ------------------------------------------------------------ |
| Alcalde Provincial de Tacna  | Tito Chocano Olivera              |                  | Lista Independiente N° 7 Fuerza y Desarrollo                 |
| Regidor Provincial de Tacna  | Orlando de Marzo Ciccia           |                  | Lista Independiente N° 7 Fuerza y Desarrollo                 |
| Regidor Provincial de Tacna  | Manuel Viacava Menéndez           |                  | Lista Independiente N° 7 Fuerza y Desarrollo                 |
| Regidor Provincial de Tacna  | Luis Basadre Flores               |                  | Lista Independiente N° 7 Fuerza y Desarrollo                 |
| Regidora Provincial de Tacna | Eliana Jara Almonte de Eyzaguirre |                  | Lista Independiente N° 7 Fuerza y Desarrollo                 |
| Regidora Provincial de Tacna | María Guevara Torres              |                  | Lista Independiente N° 7 Fuerza y Desarrollo                 |
| Regidora Provincial de Tacna | Emma Cahuana Salinas              |                  | Lista Independiente N° 7 Fuerza y Desarrollo                 |
| Regidor Provincial de Tacna  | Óscar Liendo Duarte               |                  | Lista Independiente N° 7 Fuerza y Desarrollo                 |
| Regidor Provincial de Tacna  | Manuel Flores Chara               |                  | Lista Independiente N° 7 Fuerza y Desarrollo                 |
| Regidor Provincial de Tacna  | Wilfredo Liendo Berríos           |                  | Lista Independiente N° 7 Fuerza y Desarrollo                 |
| Regidor Provincial de Tacna  | Guido Bermejo Sardón              |                  | Lista Independiente N° 7 Fuerza y Desarrollo                 |
| Regidor Provincial de Tacna  | Federico Nieto Becerra            |                  | Lista Independiente N° 3 Movimiento Independiente Tacna 2000 |
| Regidor Provincial de Tacna  | Pastor Flores Chávez              |                  | Lista Independiente N° 3 Movimiento Independiente Tacna 2000 |
| Regidor Provincial de Tacna  | Jorge Reynoso Stucchi             |                  | Lista Independiente N° 3 Movimiento Independiente Tacna 2000 |
| Regidor Provincial de Tacna  | Ralfo Liendo Gil                  |                  | Lista Independiente N° 3 Movimiento Independiente Tacna 2000 |
| Regidor Provincial de Tacna  | Pedro Liendo Morales              |                  | Lista Independiente N° 3 Movimiento Independiente Tacna 2000 |
| Regidor Provincial de Tacna  | Héctor Cáceres Contreras          |                  | Lista Independiente N° 3 Movimiento Independiente Tacna 2000 |
| Regidora Provincial de Tacna | Ruth Faucheux de Ortiz            |                  | Lista Independiente N° 3 Movimiento Independiente Tacna 2000 |
| Regidor Provincial de Tacna  | Pedro Vásquez Heredia             |                  | Lista Independiente N° 5 Movimiento Político Somos Tacna     |
| Regidora Provincial de Tacna | Pilar Limaco Ñique                |                  | Lista Independiente N° 5 Movimiento Político Somos Tacna     |

## Elecciones municipales distritales

### Resultados por distrito
La siguiente tabla enumera el control de los distritos de la provincia de Tacna. El cambio de mando de una organización política se resalta del color de ese partido.
| Distrito           | Alcalde(sa) titular                                             | Partido político                                                | Partido político                                                | Alcalde(sa) electo(a)     | Partido político | Partido político          |
| ------------------ | --------------------------------------------------------------- | --------------------------------------------------------------- | --------------------------------------------------------------- | ------------------------- | ---------------- | ------------------------- |
| Alto de la Alianza | Jacinto Gómez Mamani                                            |                                                                 | Obras y No Palabras                                             | Jacinto Gómez Mamani      |                  | Lista Independiente N° 15 |
| Calana             | Edgar Gamero López                                              |                                                                 | Nueva Mayoría - Cambio 90                                       | Enrique Vargas Medina     |                  | Lista Independiente N° 7  |
| Ciudad Nueva       | Creación del distrito (D. L. N° 25851, 16 de noviembre de 1992) | Creación del distrito (D. L. N° 25851, 16 de noviembre de 1992) | Creación del distrito (D. L. N° 25851, 16 de noviembre de 1992) | Domingo Pauro Escobar     |                  | Lista Independiente N° 3  |
| Inclán             | José Soto Carpio                                                |                                                                 | Nueva Mayoría - Cambio 90                                       | José Soto Carpio          |                  | Lista Independiente N° 19 |
| Pachía             | Bartolomé Maquera Llanque                                       |                                                                 | Trabajadores de Pachía                                          | Bartolomé Maquera Llanque |                  | Lista Independiente N° 31 |
| Palca              | Policarpio Churata Ascuña                                       |                                                                 | Progresista de Independientes                                   | Policarpio Churata Ascuña |                  | Lista Independiente N° 11 |
| Pocollay           | Baldomero Aguilar Alférez                                       |                                                                 | Nueva Mayoría - Cambio 90                                       | Marcial Torres Laura      |                  | Lista Independiente N° 3  |
| Sama               | Wilson Bertolotto Ticona                                        |                                                                 | Nueva Mayoría - Cambio 90                                       | Wilson Bertolotto Ticona  |                  | Lista Independiente N° 7  |